# Fiorentino
Fiorentino – jeden z 9 zamków w San Marino.
Na wzgórzu Seghizo w Fiorentino znajdował się zamek; został zdobyty podczas bitwy sił Piusa II z siłami Sigismondo Pandolfo Malatesty, jednak mieszkańcy zniszczyli go, aby nie przeszedł w ręce wroga; obecnie pod postacią ruin.